# Слобідка (Деражнянська міська громада)
Слобі́дка (до 1946 р. — Слобідка-Кальнянська ) — село в Україні, у Деражнянській міській громаді Хмельницького району Хмельницької області. Населення становить 203 особи.

## Історія
Історію свою веде від поселення, яке знаходилося в урочищі «Колянів», що неподалік теперішнього села. Через часті татарські набіги, жителі «Коляніва» змушені були перейти на нову, ніким незаселену територію -«слободу», де й утворилося нове село — Слобідка-Кальнянська. У 1903 році значна частина сільських земель (218 десятин. 300 квадратних сажнів) належали міщанці з Деражні Секлітії Іванівні Селецькій.
7 (20) листопада 1917 року, відповідно до Третього Універсалу Української Центральної Ради, увійшло до складу Української Народної Республіки.
12 червня 2020 року, відповідно до розпорядження Кабінету Міністрів України № 727-р «Про визначення адміністративних центрів та затвердження територій територіальних громад Хмельницької області», увійшло до складу Деражнянської міської громади.
19 липня 2020 року, в результаті адміністративно-територіальної реформи та ліквідації Деражнянського району, село увійшло до складу Хмельницького району.

## Церква Різдва Богородиці
Церква Різдва Богородиці, 1733 року (дещо пізніше побудовано окремо дзвіницю), розташована в центрі села. Деравяна, на камінному фундаменті. Тридільна, триверха, із домінуючою центральною банею. Ця церква є одним із зразків класичного українського дерев'яного невеличкого храму періоду XVII—XVIII ст.., в якому поєднуються риси подільської, галицької та волинської школи дерев'яного зодчества. Пам'ятка відрізняється вдало підібраними пропорціями зрубів та глав у поєднанні з горизонтальними членуваннями піддашшя. Згідно «Клірикових відомостей» за 1910 рік, настоятелем храму у 1838 році був Платон Андрійович Савицький. Наприкінці ХІХ ст. церква Слобідки — Кальнянської не мала самостійної парафії, а була приписана до с. Кальня.
На початку 1930-х років церкву зачинили, дзвіницю розібрали, а приміщення храму використовували як зерносховище. На початку 90-х років після ремонту богослужіння відновили.

## Символіка

### Герб
На зеленому щиті з червоною базою срібна дерев'яна церква з золотими куполами, в правій вільній частині — золоте сонце, в якому вертикальні і горизонтальні промені довші від інших, в базі — золотий уширений хрест із подовженим нижнім раменом. Щит обрамований декоративним картушем i увінчаний золотою сільською короною.

## Постаті
- Воронюк Артем Юрійович (1980—2016) — солдат Збройних сил України, учасник російсько-української війни.